# Guanyinge, Guangdong
Guanyinge (kinesiska: 观音阁) är en köping i sydöstra Kina. Den ligger i Boluo härad i staden Huizhou i provinsen Guangdong, omkring 140 kilometer öster om provinshuvudstaden Guangzhou. Antalet invånare är 17 309. Befolkningen består av 8 435 kvinnor och 8 874 män. Barn under 15 år utgör 23,0 %, vuxna 15-64 år 62 %, och äldre över 65 år 13,0 %.